# Гран-при Венгрии 1997 года
Гран-при Венгрии 1997 года — 11-й этап чемпионата мира по автогонкам в классе Формула-1 сезона 1997 года прошёл на трассе Хунгароринг в Будапеште, Венгрия, 10 августа.

## Гонка
Гонка вызвала небывалый ажиотаж, так как в квалификации третье время показал действующий чемпион мира Деймон Хилл, выступавший с начала сезона за команду Эрроуз, автомобили которой были слабыми и ненадежными. На старте гонки Хилл отыграл одну позицию и в первый поворот вклинился вторым за Михаэлем Шумахером. Однако почти сразу на машине Шумахера возникли технические неполадки, в связи с чем первые десять кругов немецкий гонщик прошел довольно медленно. На 11-м круге сокративший расстояние до минимума Деймон Хилл предпринял удачную атаку и прошел немца, тем самым возглавив гонку. Через круг Шумахера прошел также и Жак Вильнев, после чего Шумахер отправился на незапланированный ранний пит-стоп. К 20 кругу тройку лидеров составляют Хилл, Вильнев и Френтцен. Шумахер возвращается в гонку лишь двенадцатым и из борьбы за победу фактически выбывает. На 24 круге остановку в боксах делает Вильнев и Култхард, на третье место временно выходит Херберт. Через круг боксы посещает уже лидер гонки Хилл, за счет создавшегося отрыва от остального пелотона и быстрого пит-стопа Хилл возвращается на трассу вторым позади Френтцена, но перед Хербертом. Френтцен лидирует несколько кругов, пока у его машины не отрывается крышка бензобака, на 29 круге он заезжает в боксы и после осмотра его автомобиля механиками уже обратно на трассу не выезжает, сходит с гонки из-за утечки топлива. В лидеры гонки снова выбивается Деймон Хилл, за ним следует Жак Вильнев, тройку замыкает Дэвид Култхард, ставший третьим после того, как Заубер Херберта отправился на остановку в боксах. Михаэль Шумахер переместившийся за это время на четвертую позицию на 33 круге отправляется во второй раз в боксы и пропускает вперед себя Херберта. На 50 круге следует вторая серия пит-стопов, в боксы на дозаправку поочередно заезжают Култхард, Херберт, Вильнев, Михаэль Шумахер и лидер гонки Деймон Хилл. Хилл возвращается на трассу первым. Вильнев за ним, и третьим успевает возвратиться Дэвид Култхард, не пропустивший вперед себя Херберта. Шумахер-старший следует за Хербертом. Таким составом гонщики едут до 65 круга, когда останавливается на трассе Дэвид Култхард, для него гонка закончена и на третью позицию перемещается Заубер Джонни Херберта. Дэймон Хилл начинает отрываться от идущего за ним Жака Вильнева все больше и больше, за три круга до финиша отрыв между гонщиками составлял 35 секунд, однако уже следующий круг Эрроуз Хилла проезжает на 10 секунд медленнее Уильямса Вильнева, из-за поломки коробки передач автомобиль Хилла начинает терять скорость и на последний круг Хилл отправляется с минимальным отрывом от Вильнева, за пол-круга до финиша происходит развязка этой гонки, сделав отчаянную попытку не пропустить Вильнева, едва не закончившуюся вылетом последнего, Хилл всё же пропускает вперед его Уильямс. Победу одерживает Вильнев, Хилл приезжает на финиш лишь вторым, третью позицию занимает Джонни Херберт, приведя себя и команду Заубер на подиум, каждый который для этой команды является несомненным успехом. Четвёртое и пятое место занимают братья Шумахеры. Эдди Ирвайн последнюю часть этапа ехавший на шестой позиции на последнем круге вылетел, в результате чего шестую позицию и одно важное очко для своей команды завоевал Синдзи Накано, гонщик команды Prost.
| Место | С  | №  | Гонщик                 | Команда           | Ш | Круги | Время/причина схода | О  |
| ----- | -- | -- | ---------------------- | ----------------- | - | ----- | ------------------- | -- |
| 1     | 2  | 3  | Жак Вильнёв            | Williams-Renault  | G | 77    | 1:45:47,1           | 10 |
| 2     | 3  | 1  | Деймон Хилл            | Arrows-Yamaha     | B | 77    | +9,079              | 6  |
| 3     | 10 | 16 | Джонни Херберт         | Sauber-Petronas   | G | 77    | +20,445             | 4  |
| 4     | 1  | 5  | Михаэль Шумахер        | Ferrari           | G | 77    | +30,501             | 3  |
| 5     | 14 | 11 | Ральф Шумахер          | Jordan-Peugeot    | G | 77    | +30,715             | 2  |
| 6     | 16 | 15 | Синдзи Накано          | Prost-Mugen-Honda | B | 77    | +41,512             | 1  |
| 7     | 12 | 14 | Ярно Трулли            | Prost-Mugen-Honda | B | 77    | +1:15,552           |    |
| 8     | 7  | 8  | Герхард Бергер         | Benetton-Renault  | G | 77    | +1:16,409           |    |
| 9     | 5  | 6  | Эдди Ирвайн            | Ferrari           | G | 76    | +1 круг             |    |
| 10    | 20 | 20 | Юкио Катаяма           | Minardi-Hart      | B | 76    | +1 круг             |    |
| 11    | 9  | 7  | Жан Алези              | Benetton-Renault  | G | 76    | +1 круг             |    |
| 12    | 22 | 21 | Тарсу Маркес           | Minardi-Hart      | B | 75    | +2 круга            |    |
| 13    | 21 | 19 | Мика Сало              | Tyrrell-Ford      | G | 75    | +2 круга            |    |
| Сход  | 8  | 10 | Дэвид Култхард         | McLaren-Mercedes  | G | 65    | Электрика           |    |
| Сход  | 18 | 18 | Йос Ферстаппен         | Tyrrell-Ford      | G | 61    | Коробка передач     |    |
| Сход  | 19 | 2  | Педру Динис            | Arrows-Yamaha     | B | 53    | Электрика           |    |
| Сход  | 13 | 12 | Джанкарло Физикелла    | Jordan-Peugeot    | G | 42    | Вылет               |    |
| Сход  | 6  | 4  | Хайнц-Харальд Френтцен | Williams-Renault  | G | 29    | Утечка топлива      |    |
| Сход  | 11 | 22 | Рубенс Баррикелло      | Stewart-Ford      | B | 29    | Двигатель           |    |
| Сход  | 4  | 9  | Мика Хаккинен          | McLaren-Mercedes  | G | 12    | Гидравлика          |    |
| Сход  | 15 | 17 | Джанни Морбиделли      | Sauber-Petronas   | G | 7     | Двигатель           |    |
| Сход  | 17 | 23 | Ян Магнуссен           | Stewart-Ford      | B | 5     | Авария              |    |

- Лучший круг: Хайнц-Харальд Френтцен 1:18,372
- Последний подиум в истории команды Arrows
- Последнее очко в карьере Синдзи Накано
- Деймон Хилл единственный из всех гонщиков, когда-либо выступавших за команду Arrows, который наиболее был близок к тому, чтобы принести первую победу в истории этой команды.